# Айкануш Даніелян

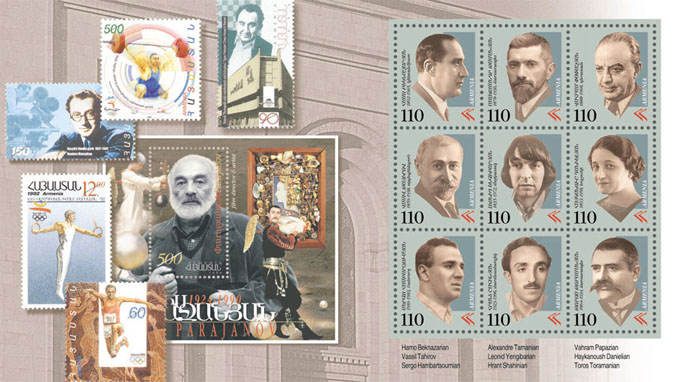
Амо Бек-Назарян, Таманян, Ваграм Папазян, Василь Таїров, Леонід Єнгібаров, Данієлян, Амбарцумян, Шагінян, Торос Тороманян

Айкануш Багдасарівна (Ганна Борисівна) Даніелян (вірм. Հայկանուշ ԴանիյելյանՀայկանուշ Դանիյելյան; 1893—1958) — вірменська радянська оперна співачка (лірико-колоратурне сопрано), педагог, Народна артистка СРСР (1939).

## Навчання
Народилася 3 (15) грудня 1893 року в Тифлісі, нині — Тбілісі (Грузія).
У 1920 році закінчила Петроградську консерваторію по класу Наталії Ірецької.

## Виступи на сцені
У 1920—1922 роках виступала у Петрограді. У 1922—1932 роках — солістка Грузинського театру опери та балету імені З. П. Паліашвілі. У 1924 році брала участь в оперній трупі під керівництвом Олександра Мелік-Пашаєва і Шара Тальяна (спектаклі у Ленінакані та Єревані).
З 1933 по 1948 рік — солістка Вірменського театру опери та балету імені О. А. Спендіарова. Володіла рідкісним за красою голосом.
Виступала як концертна співачка (виконувала пісні Комітаса, твори вірменських, російських та західно-європейських композиторів).

## Викладацька діяльність
У 1943—1951 роках викладала в Єреванській консерваторії імені Комітаса (1943—1948 рр. — завідувачка вокальної кафедри, з 1949 року — професор.

## Громадська діяльність
Член ВКП(б) з 1941 року. Депутат Верховної Ради СРСР 2-го скликання (1946—1950). Депутат Верховної Ради Вірменської РСР 1-го і 3-го скликань.
Померла 19 квітня 1958 року в Єревані. Похована на Тохмахському кладовищі.

## Нагороди та звання
- Народна артистка СРСР (1939)
- Сталінська премія першого ступеня (1946) — за виконання партій Антониди і Маргарити Валуа в оперних спектаклях «Іван Сусанін» М. І. Глінки і «Гугеноти» Дж. Мейєрбера
- Орден Леніна (4.11.1939)
- Орден Трудового Червоного Прапора (24.11.1945)
- Медаль "За доблесну працю у Великій Вітчизняній війні 1941—1945 рр .. "
- Медалі.

## Обрані партії
- «Ануш» А. Т. Тиграняна — Ануш
- «Аршак II» Т. Р. Чухаджяна — Олімпія
- «Царська наречена» Н. А. Римського-Корсакова — Марфа
- «Іван Сусанін» М. І. Глінки — Антоніда
- «Гугеноти» Дж. Мейєрбера — Маргарита Валуа
- «Травіата» Дж. Верді — Віолетта
- «Отелло» Дж. Верді — Дездемона
- «Ріголетто» Дж. Верді — Джильда
- «Севільський цирульник» Дж. Россіні — Розіна
- «Чіо-Чіо-Сан» Дж. Пуччіні — Чіо-Чіо-Сан.

### Фільмографія
- 1941 — «Вірменський кіноконцерт».

## Пам'ять
- У 2000 році була випущена поштова марка Вірменії, присвячена Айкануш Даніелян.